# Charles Mensah
Pour les articles homonymes, voir Mensah.
Charles Mensah, né en 1948 et mort le 3 juin 2011 à Libreville, est un réalisateur gabonais.

## Biographie
Il a été jusqu'en 2009 directeur général du Centre National du Cinéma Gabonais (CENACI), aujourd'hui Institut Gabonais de l'Image et du Son IGIS, et président de la FEPACI (Fédération panafricaine des cinéastes). Il est le coréalisateur de Obali (1976), d’Ayouma (1977) et d’Ilombe (1978). Il a réalisé des films documentaires, produits et signés avec un collectif de réalisateurs gabonais une grande série télévisée à succès, L'Auberge du Salut (1994).

## Filmographie

### Films de fiction
- 1976 : Obali
- 1978 : Ayouma (avec Pierre-Marie Dong)
- 1978 : Ilombe

### Série télévisée
- 1994 : L'Auberge du Salut